# رافاييل فالديز
رافاييل فالديز هو لاعب كرة قاعدة دومينيكاني، ولد في 17 ديسمبر 1967 في Nizao ‏ في جمهورية الدومينيكان.

## وصلات خارجية
- رافاييل فالديز على موقعبيزبول رفرنس.كوم (الدوري الرئيسي) (الإنجليزية)
- رافاييل فالديز على موقعبيزبول رفرنس.كوم (الدوري الثانوي) (الإنجليزية)